# Barrera autoreactiva
Les Barreres Autoreactives, o barreres passives reactives (en anglès Passive Reactive Barriers, PRB's) són un tipus de barrera permeable subterrània, generalment composta de sorra barrejada amb Ferro metàl·lic granulat, tot i que pot ser d'altres tipus de metalls amb valència zero com ara Zinc, Estany, Pal·ladi o combinacions d'aquests, que s'usa en el tractament d'aigües subterrànies contaminades, com a alternativa a les plantes de Pump-and Treat "Bombeig i tractament"
La química darrere d'aquest procés és antiga i ben coneguda, i el mètode és realment senzill comparat amb d'altres. Es tracta de processos de corrosió, que provoquen que els agents corrosius produïts al reaccionar el metall amb l'aigua afavoreixin reaccions que poden afavorir la fixació dels contaminants, o la transformació química a un estat menys tòxic. D'aquesta manera s'aconsegueix degradar la majoria de contaminants importants que hi pot haver a l'aigua, tals com agents clorats o radionúclids.
Tot i que el cost inicial que representa instal·lar aquesta tecnologia és similar al d'una planta de tractament d'aigües actual, aquest sistema resulta més rendible, al no necessitar subministrament elèctric, requerir molt poc o cap manteniment i la llarga durabilitat del sistema, el qual s'estima que pot arribar a durar dècades.
A més a més, presenta un gran potencial respecte a les millores mediambientals, ja que en el procés no és necessari l'ús de químics perillosos que hagin de ser eliminats en una etapa posterior.

## Història
El fenomen de la corrosió ja era molt conegut i estudiat als anys 90, però no va ser fins al 1990 que un grup d'hidrogeòlegs de la Universitat de Waterloo, Canadà ho va enfocar a la descontaminació d'aigua a raó d'un descobriment experimental.
En aquells moments estudiaven el comportament de diversos compostos per a la construcció de carcasses per pous de monitoratge d'aigua subterrània.
El que esperaven era demostrar que els plàstics normalment utilitzats en aquesta situació interferien amb les mesures de solvents clorats. En comptes d'això, van descobrir que el que interferia realment eren les canonades de ferro, que causaven una degradació significativa d'anàlits com ara el percloroetilè, el tricloroetilè o el tetraclorur de carboni.

## Funcionament
La barrera se centra en la capacitat del metall per a deshalogenar diversos contaminants quan aquests oxiden el metall. En aquesta taula podem veure els resultats del tractament de diversos compostos halogenats amb aquest mètode:
|                       | Vida mitja (dies) | Productes Halogenats                                           |
| --------------------- | ----------------- | -------------------------------------------------------------- |
| Triclorometà          | 6,5               | Diclorometà (baixa concentració)                               |
| Tetraclorometà        | 5,4               | Triclorometà, diclorometà                                      |
| Monocloroetè          | 14,9              | Cap detectat                                                   |
| 1,1-Dicloroetè        | 55                | Cap detectat                                                   |
| cis-1,2-Dicloroetè    | 37                | Cap detectat                                                   |
| trans-1,2-Dicloroetè  | 6,7               | Cap detectat                                                   |
| 1,1,1-Tricloroetà     | 5,5               | 1,1-Dicloroetà                                                 |
| 1,1,2-Tricloroetà     | 7,8               | Traces de monocloroetè                                         |
| Tricloroetè           | 7,1               | cis-1,2-Dicloroetè                                             |
| 1,1,2,2-Tetracloroetà | 10,2              | cis-1,2-Dicloroetè, trans-1,2-dicloroetè                       |
| 1,1,1,2-Tetracloroetà | 5,2               | 1,1-Dicloroetè                                                 |
| Tetracloroetè         | 13,9              | Tricloroetè, cis-1,2-dicloroetè                                |
| Hexacloroetà          | 6,1               | Tetracloroetè, tricloroetè, cis-1,2-dicloroetè, 1,2-dicloroetà |
| Tetrabromoetè         | 6,7               | Tribromoetè, 1,2-dibromoetè                                    |

{\displaystyle Fe^{0}+RCl+H^{+}\longrightarrow Fe^{2+}+RH+Cl^{-}}
{\displaystyle Fe^{0}+2\ H_{2}O\longrightarrow Fe^{2+}+H_{2}+2\ OH^{-}}
{\displaystyle 2\ Fe^{2+}+RCl+H^{+}\longrightarrow 2\ Fe^{3+}+RH+Cl^{-}}
{\displaystyle H^{2}+RCl\longrightarrow RH+H^{+}+Cl^{-}}
Les barreres també poden eliminar altres tipus de compostos orgànics com ara pesticides, entre d'altres, que redueixen el grups nitro a amino.

## Millores i problemes
Per augmentar la reactivitat de les barreres es poden fer diferentes millores:
- Afegir carbó actiu al ferro per augmentar el temps de retenció del compost halogenat. Aquesta estratègia però no augmenta el temps de degradació del compost.
- Fent un aliatge amb altres metalls més reductors que el ferro com magnesi, estany, zinc, niquel, coure o paladi faciliten molt més l'eliminació dels halurs i disminueixen el temps de degradació. En el cas del paladi, aquest és capaç de reduir compostos aromàtics halogenats com el bifenil policlorat.

Per altra banda, hi ha alguns factors que poden contaminar la barrera.
- Els metalls com ara el cadmi i el crom fan menys reactiva la barrera.
- La presència de precipitats inorgànics, els quals apareixen al augmentar el pH a mesura que avança la reacció, poden obstruir els porus de la barrera disminuint la seva efectivitat. Una manera de solucionar aquest problema és afegint-hi pirita, que disminueix el pH i, per tant, prevé la precipitació.